# Marit Bouwmeesterová
Marit Bouwmeesterová (* 16. června 1988 Wartena) je nizozemská reprezentantka v jachtingu. Soutěží v jednoposádkové třídě Laser Radial. Je nejúspěšnější ženou v historii olympijského jachtingu, v němž získala čtyři medaile, z toho dvě zlaté.
Je členkou klubu KWV Frisia. Jachtingu se věnuje od šesti let. Jejím prvním mezinárodním úspěchem byla v roce 2010 stříbrná medaile na mistrovství světa v jachtingu. O rok později se v Perthu stala mistryní světa a na své první olympiádě v Londýně skončila druhá za Číňankou Sü Li-ťia. Na světovém šampionátu v roce 2014 vyhrála a v roce 2015 byla druhá za Anne-Marií Rindomovou z Dánska. Získala zlatou medaili na Letních olympijských hrách 2016. Vyhrála mistrovství světa 2017 i mistrovství Evropy v jachtingu 2017 a 2018. Na světových šampionátech v letech 2018 a 2019 obsadila druhou příčku a v roce 2020 získala v Sandringhamu čtvrtý titul mistryně světa ve třídě Laser Radial. Na tokijské olympiádě získala bronz a v roce 2023 se stala potřetí mistryní Evropy. Po mateřské pauze přijela na pařížské Letní olympijské hry 2024, kde ve své třídě znovu zvítězila.
Byla vyhlášena nejlepší světovou jachtařkou roku 2017. Strávila 61 týdnů v čele světového žebříčku Star Sailors League. Byl jí udělen Oranžsko-Nasavský řád.